# Cor de l'Any d'Eurovisió 2019
El Cor de l'Any d'Eurovisió 2019 és la segona edició del festival Cor de l'Any d'Eurovisió. Aquest any, se celebra a Göteborg, Suècia i està presentat per Petroc Trelawny (va ser presentador del Festival d'Eurovisió de Joves Músics 2018) i Ella Petersson (és presentadora dels programes suecs Kulturstudion y Kulturfrågan Kontrapunkt). Aquest any, han debutat Escòcia, Noruega, Suècia i Suïssa, y d'altra banda, Àustria, Estònia i Hongria es retiren. Aquest any, ha guanyat Dinamarca amb el cor Vocal Line i el seu tema "True North".

## Seu del festival
Després dels informes inicials al febrer de 2018, es va confirmar el 8 de juliol de 2018 que la segona edició del Cor d'Eurovisió se celebraria a la ciutat sueca de Göteborg.

## Participació

Països participants.
Països participants que no es van classificar per a la segona ronda.
Països que hi van participar en el passat però no el 2019.

### Primera ronda
| Núm. | País      | Cor                                   | Cançó | Llengua                                   |
| ---- | --------- | ------------------------------------- | --- | ----------------------------------------- |
| 4    | Alemanya  | BonnVoice                             | "O Täler weit" i "Die Gedanken sind frei"                                                                                    | Alemany                                   |
| 2    | Bèlgica   | Almkalia                              | "Made in Belgium" (popurri)                                                                                                  | Anglès i Francès                          |
| 6    | Dinamarca | Vocal Line                            | "True north" i «Viola» | Anglès                                    |
| 7    | Escòcia   | Alba                                  | "Cumha na Cloinne", "Ach a 'Mhairead" i "Alba"                                                                               | Gaèlic escocès                            |
| 8    | Eslovènia | Jazzva                                | "Spomenčice" | Eslovè                                    |
| 10   | Gal·les   | Ysgol Gerdd Ceredigion                | "Cúlna" i "Ar Lan y Môr" | Irlandès i gal·lès                        |
| 3    | Letònia   | Babite Municipality Mixed Choir Maska | "Pērkontēvs" | Letó                                      |
| 5    | Noruega   | Volve Vokal                           | "Ønskediktet" | Noruec                                    |
| 1    | Suècia    | Zero8                                 | "Khourmi" i "Hej, dunkom så länge vi levom"                                                                                  | Suec                                      |
| 9    | Suïssa    | Cake O’Phonie                         | "Chante en mon cœur", "La sera sper il lag", "Poi", "Le ranz des vaches", "La ticinella", "Beresinaliedet" i "Chanson d'ici" | Francès, italià, alemany, romanx i patois |

### Segona ronda
| Nº | País      | Coro                                  | Canción            | Luenga | Posició |
| -- | --------- | ------------------------------------- | ------------------ | ------ | ------- |
| 2  | Dinamarca | Vocal Line                            | "Viola"            | Danès  | 1       |
| 3  | Eslovènia | Jazzva                                | "Fly, Little Bird" | Eslovè | 3       |
| 1  | Letònia   | Babite Municipality Mixed Choir Maska | "Come, God!"       | Letó   | 2       |

## Director d'orquestra
Els directors d'orquestra per cada país són els següents:
- Alemanya – Tono Wissing
- Bèlgica – Nicolas Dorian
- Dinamarca – Jens Johansen
- Escòcia – Joy Dunlop
- Eslovènia – Jasna Žitnik
- Gal·les  – Islwyn Evans
- Letònia – Jānis Ozols
- Noruega – Gro Espedal
- Suècia – Rasmus Krigström
- Suïssa – Antoine Krattinger

## Retransmissions internacionals i votació

### Comentadors
- Alemanya – Peter Urban (WDR)[4]
- Bèlgica – Patrick Leterme (Musiq'3 i La Trois)[5]
- Dinamarca – Ole Tøpholm i Philip Faber (DR1)[6]
- Escòcia – Tony Kearney (BBC Alba)[7]
- Eslovènia – Igor Velše (RTV SLO1)[8]
- Gal·les  – Morgan Jones (S4C)[9]
- Letònia – Kristīne Komarovska i Jānis Holšteins-Upmanis (LTV1)[10]
- Noruega – Arild Erikstad (NRK1, retardat; NRK Klassisk, en directe)[11][8]
- Suècia – Sense comentaris (SVT2)[12]
- Suïssa – Jean-Marc Richard i Philippe Savoy (RTS Un)[13][14]

### Jurat professional
- Suècia – Katarina Henryson: cantant i compositora, membre fundador d'un conjunt de cappella, The Real Group.
- Regne Unit – John Rutter: compositor i director d'orquestra, també va ser jutge el 2017
- Estats Units – Deke Sharon: cantant, director, productor, compositor i arranjador

## Altres països

### Membres actius de la UER
- Espanya – RTVE va confirmar que no retransmetrien la competició, però que consideraven un debut el 2021 segons el temps per preparar la candidatura i l'interès.[15]
- Finlàndia: Va anunciar el 14 de desembre de 2018 que no debutaria en aquesta edició.
- França – France Télévisions va ser al principi anunciat com a participant, però més tard es va retirar de la competència a causa de problemes logístics amb el cor seleccionat.[16]
- Irlanda: Va anunciar el 14 de desembre de 2018 que no debutaria en aquesta edició.
- República Txeca: Va anunciar el 14 de desembre de 2018 que no debutaria en aquesta edició.
- Romania – Encara que tenia previst debutar al festival, no ho va fer finalment.[17][18]

Els següents països hi van participar en 2017, però no van aparèixer en la llista final de participants.
- Àustria
- Estònia[19]
- Hongria